# Sportåret 1885

## Händelser

### Baseboll
- 24 oktober - World's Series mellan National League-mästarna Chicago White Stockings och American Association-mästarna St. Louis Browns slutar oavgjord, 3-3 i matcher (dessutom slutade en match oavgjord).[1]

### Boxning
- 29 augusti — John L. Sullivans besegrar Dominick McCaffrey i en match om sex ronder på Chester Park i Cincinnati, Ohio, USA och blir den första moderna världsmästaren i tungviktsboxning under Queensberryreglerna.[2]  Sullivan behåller sedan titeln till 1892.[3]
- Okänt datum - Världsmästaren i mellanvikt, Nonpareil Dempsey besegrar 12 utmanare under året, de flesta på KO.[4]
- Okänt datum - James J. Corbett blir mest framgångsrika amatörboxare på Amerikas Stillahastkust och medverkar i en uppvisningsmatch mot Nonpareil Dempsey.[5]

Världsmästare
- Världsmästare i tungvikt – John L. Sullivan
- Världsmästare i mellanvikt – Nonpareil Dempsey

### Cricket
- Okänt datum - Nottinghamshire CCC vinner County Championship [7].

### Fotboll
- 20 juli - Football Association i England godkänner proffsfotboll.
- 12 september - Nytt målrekord för en match slås, 35 stycken.[8]
- 28 november - Den första fotbollslandskampen utanför de brittiska öarna spelas mellan USA och Kanada i Newark, New Jersey, USA och vinns av Kanada med 1-0.[9].[10].

### Hästsport
- 16 maj - Vid elfte Kentucky Derby vinner Babe Henderson på Joe Cotton med tiden 2.37.25.[8]

### Rodd
- 28 mars - Oxfords universitet vinner universitetsrodden mot Universitetet i Cambridge.

### Segling
- 16 september - Amerikanska Puritan besegrar brittiska Genesta och vinner America's Cup.[8]

## Födda
- 15 januari – Claës König, svensk ryttare, olympisk guld- och silvermedaljör.
- 1 maj – Knut Torell, svensk gymnast, olympisk guldmedaljör.
- 16 juli – Carl Jonsson, svensk dragkampare, olympisk guldmedaljör.
- 15 augusti – Nils Hartzell, svensk mästare i höjdhopp.
- 30 augusti – Nils von Kantzow, svensk gymnast, olympisk guldmedaljör.
- 7 oktober – Nils Hellsten, svensk gymnast, olympisk guldmedaljör.
- 15 oktober – Gustaf Håkansson, svensk cyklist, "Stålfarfar".
- 30 oktober – Leonard Peterson, svensk gymnast, olympisk guldmedaljör.

### Fotnoter
1. ↑  ”Charlton's Baseball Chronology - 1885” (på engelska). Charlton's Baseball Chronology. Arkiverad från originalet den 1 januari 2008. https://web.archive.org/web/20080101103130/http://www.baseballlibrary.com/chronology/byyear.php?year=1885. Läst 25 juli 2015.
2. ↑  Cyber Boxing Zone – Lineal Heavyweight Champions. läst 6 juni 2009. 8 juni 2009.
3. ↑  Cyber Boxing Zone – John L Sullivan. läst 13 november 2009.
4. ↑  Cyber Boxing Zone – Jack Nonpareil Dempsey. läst 13 november 2009.
5. ↑  Cyber Boxing Zone – James J Corbett. läst 13 november 2009.
6. ↑  ”Cyber Boxing Zone”. Arkiverad från originalet den 20 juni 2009. https://www.webcitation.org/5hg1si20f?url=http://www.cyberboxingzone.com/boxing/pastchp.htm. Läst 17 juni 2009.
7. ↑  En inofficiell titel fram till december 1889 då första officiella County Championship spelades.
8. 1 2 3  ”Chronology of Sports”. Arkiverad från originalet den 4 oktober 2011. https://web.archive.org/web/20111004142142/http://worldtimeline.info/sports/spor1880.htm. Läst 18 juli 2011.
9. ↑  ”Canada - International Results” (på engelska). RSSSF. http://www.rsssf.com/tablesc/can-intres.html. Läst 15 mars 2011.
10. ↑  ”USA - International Results” (på engelska). RSSSF. http://www.rsssf.com/tablesu/usa-intres.html. Läst 15 mars 2011.